# James Madison
James Madison (Port Conway, Virgínia, Estats Units, 16 de març de 1751 – Montpelier, Virgínia, Estats Units, 28 de juny de 1836) va ser un advocat, polític, president dels Estats Units entre 1809 i 1817, i un dels «Pares Fundadors» de la Constitució dels Estats Units més influents, fins a tal punt que va rebre el sobrenom de «El Pare de la Constitució». Es considera un dels principals autors de la Constitució dels Estats Units; Madison es va ocupar en particular de l'equilibri entre els poders legislatiu, judicial i executiu i la Declaració de Drets de la Constitució dels Estats Units. Va succeir a Thomas Jefferson com a secretari d'Estat dels Estats Units el 1801 abans de ser-ne elegit president set anys després. A més, va ser proclamat ciutadà francès per l'Assemblea Nacional Legislativa en 1792. Entre 1787 i 1788 va escriure juntament amb Alexander Hamilton i John Jay una sèrie d'assajos publicats en uns quants diaris de l'estat de Nova York anomenats The Federalists Papers que van ajudar a la ratificació de la Llei Fonamental i que encara avui dia són considerats uns dels escrits més importants per a la interpretació constitucional. De fet, Madison va ser l'autor més prolífic dels tres i va escriure els dos capítols més importants de la sèrie: «El federalista núm. 10» i «El federalista núm. 51».
Com a representant del Congrés va treballar amb el president George Washington en les tasques de formar el primer govern dels Estats Units. A més a més, va crear juntament amb Thomas Jefferson el primer Partit Republicà (posteriorment conegut com a Partit Demòcrata-Republicà) que s'oposava a les tesis defensades pel Partit Federalista.

## Biografia
James Madison, Jr. va néixer el 16 de març de 1751 en el comtat de King George, Virgínia. Els seus pares són propietaris d'una plantació de tabac amb molts esclaus a Virgínia, on passa la seva infància. És el germà del general William Madison.
Membre del Partit Demòcrata-Republicà i delegat de Virgínia en el Congrés Continental, és un dels Pares fundadors dels Estats Units.
El 1769, Madison es va matricular en la Universitat de Princeton, on va passar en dos anys el currículum de quatre anys i va emmalaltir d'excés de treball. Una vegada curat, es converteix en el protegit de Thomas Jefferson.
James Madison no va tenir fills amb la seva esposa Dolley. Era propietari d'una plantació i posseïa diversos esclaus.

### Carrera política
La seva fràgil salut li impedeix participar en la Guerra de la Independència dels Estats Units com a combatent. Per tant, es dedica amb energia a la vida política de la jove nació. És el més jove triat de la convenció continental.
Es converteix en un personatge central de l'escena política de l'estat de Virgínia, participa en la redacció de la llei sobre la llibertat religiosa, i persuadeix a l'Estat d'oferir els territoris del nord-oest al Congrés (aquests territoris es convertiran en part d'Ohio, Kentucky i Tennessee).
El 1780, va donar suport a la creació d'una Comissió Constitucional. Va ser molt actiu durant la Convenció de Filadèlfia de la qual era ponent i uns quants historiadors veuen en ell el “pare de la Constitució”. Madison va defensar els interessos dels Estats federats, encara que és l'artífex d'un sistema d'equilibri entre els poders. Insisteix en la representació proporcional a la població dels Estats en el Congrés. Les seves notes sobre la Convenció són els millors testimoniatges sobre les idees dels redactors. Participa en la redacció dels federalist papers, una sèrie d'articles a favor de la ratificació.
Després de la ratificació de la Constitució, Madison es converteix en representant del seu Estat, Virgínia. És ell qui introdueix les primeres deu esmenes, conegudes com a “lleis sobre els drets del ciutadà” (Bill of Rights). És partidari de la limitació del poder del govern federal, i és coneguda la seva oposició a la formació d'un banc federal i pren les seves distàncies amb el Partit Federalista per a acostar-se al Partit Demòcrata-Republicà. El 1785, també és autor d'una proposta que s'oposa al finançament pel govern de les escoles cristianes.

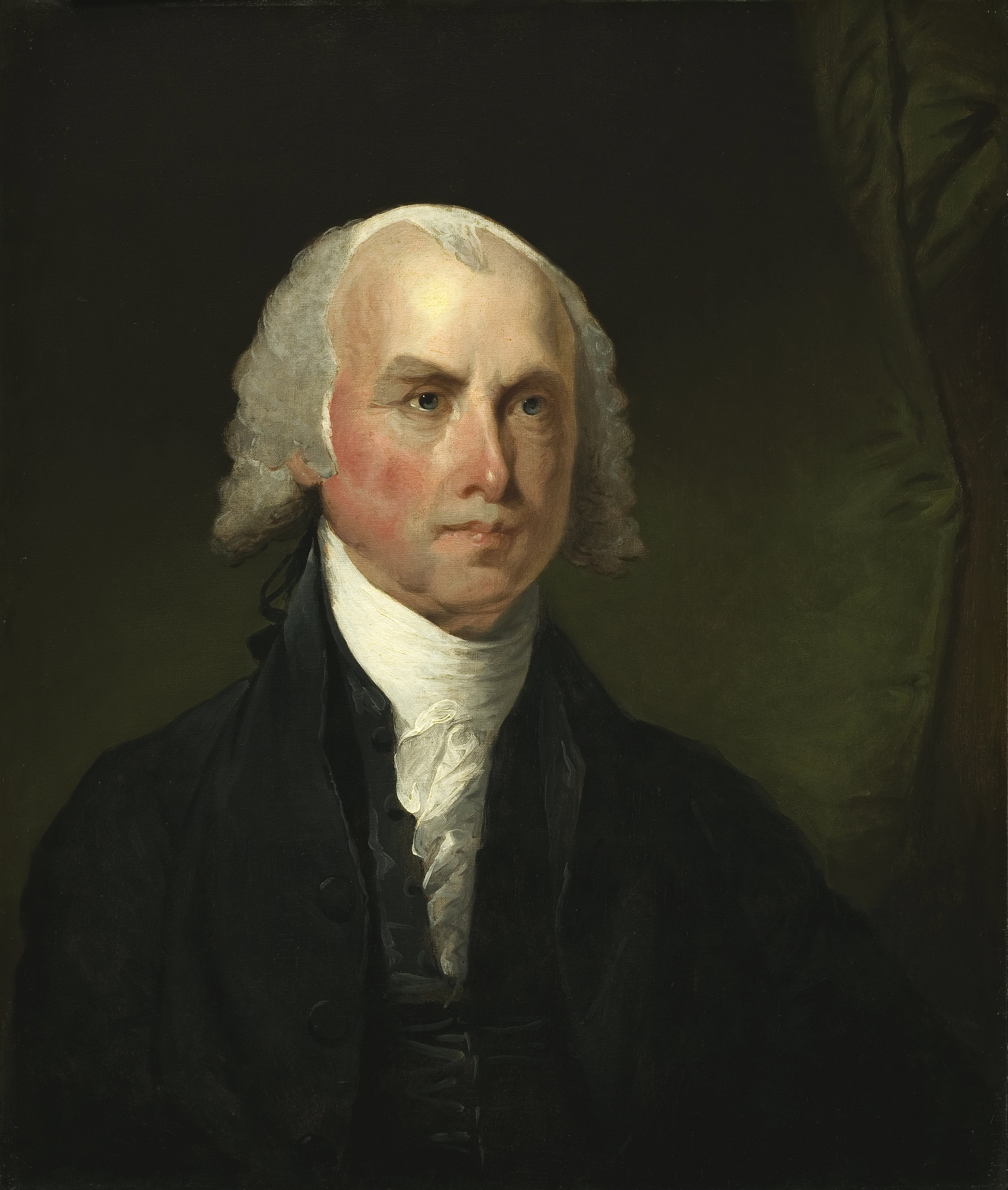
Retrat de James Madison en la Secretaria d'Estat.

El 1797, Madison va abandonar el Congrés per a convertir-se en secretari d'Estat de Jefferson. Va ser un dels principals redactors de Resolucions de Virgínia el 1798 i de l'Informe de 1800. El 1808 es va presentar en les eleccions presidencials i va ser triat el 7 de desembre, en gran part a causa de la seva habilitat diplomàtica, en un moment en què França i el Regne Unit es troben en un període de gran tensió.

### Presidència

#### 1809
4 de març – Madison s'estrena com el quart president dels Estats Units.
27 d'octubre: Madison decreta l'annexió de la part occidental de l'estat de Florida, on els colons es rebel·len contra l'autoritat d'Espanya.

#### 1811
11 de febrer: Madison prohibeix el comerç amb el Regne Unit.

#### 1812
18 de juny – Comença la Guerra angloamericana de 1812-1815. Aquesta guerra va tenir el suport principal dels estats agrícoles del Sud i de l'Oest.
12 de juliol: Les forces nord-americanes, sota el general William Hull, entren al Canadà, però després s'han de retirar a Detroit. L'exèrcit només tenia cinc mil voluntaris, mentre que el pla de Madison demanava cinquanta mil.
2 de desembre: Madison és reelegit per a un segon mandat.

#### 1814
24 d'agost: Les forces britàniques estimades en cinc mil homes, sota el comandament del general Robert Ross, marxen sobre Washington en represàlia per la crema de Toronto. Es van trobar amb poca resistència dels desorganitzats militars nord-americans, i van entrar a la capital. Van cremar tots els edificis públics, inclòs el Capitoli dels Estats Units i la Casa Blanca.
El 1814, el tractat de Gant va posar fi a la guerra. La batalla de Nova Orleans, durant la qual Andrew Jackson es va distingir el 1815, va tenir lloc després del final de la guerra, ja que la notícia del cessament de les hostilitats no va arribar a Louisiana a temps. La conseqüència principal d'aquesta guerra és la desaparició del partit federalista, considerat traïdor per la seva oposició a la guerra.

#### Política exterior
La Guerra anglo-americana de 1812-1815 continua sent el principal fet de la política exterior de Madison. No aconseguirà cap guanyador real. Els britànics incendiaran i fins i tot ocuparan temporalment Washington, d'on Madison ha de fugir. També armaran tribus índies a l'oest, especialment els shawnees liderats pel cap Tecumseh. Com a resultat d'aquesta àrdua guerra, els Estats de Nova Anglaterra fins i tot en un moment van amenaçar amb secessió, però aquesta amenaça no es va materialitzar. La guerra va acabar el 1815.
Madison té por de deixar massa poder als polítics si el govern federal s'encarrega del banc central dels Estats Units. Deixa expirar el mandat del banc creat pel seu predecessor, però necessita diners per a finançar la guerra contra el Regne Unit; cap al final del seu mandat, donarà suport a la creació d'un segon banc central.

#### Política partidària
Madison i Jefferson són considerats fundadors del Partit Demòcrata Republicà. Madison va succeir a Jefferson sense dificultat el 1808 i va ser reelegit el 1812. El Partit Federalista, que es va oposar a la guerra, desapareix.

### Jubilació i defunció
Després del seu segon mandat, Madison es va retirar a la seva granja d'Orange a Virgínia. Es converteix breument en el rector de la Universitat de Virgínia, però es dedica principalment a l'agricultura. Va morir el 28 de juny de 1836.

## Anècdotes
El 4 de març de 1809, James Madison és el primer president que porta roba fabricada als Estats Units el dia de la seva investidura.
El 1794 es va casar amb Dolley Payne Todd, que, bonica i viva, destaca pel seu aspecte malalt i antisocial. A Dolley se li atribueix la creació del paper de “primera dama dels Estats Units” com a primer suport del seu marit, el president.
És el president més baix dels Estats Units. Feia 1,63 m.

## Llegat

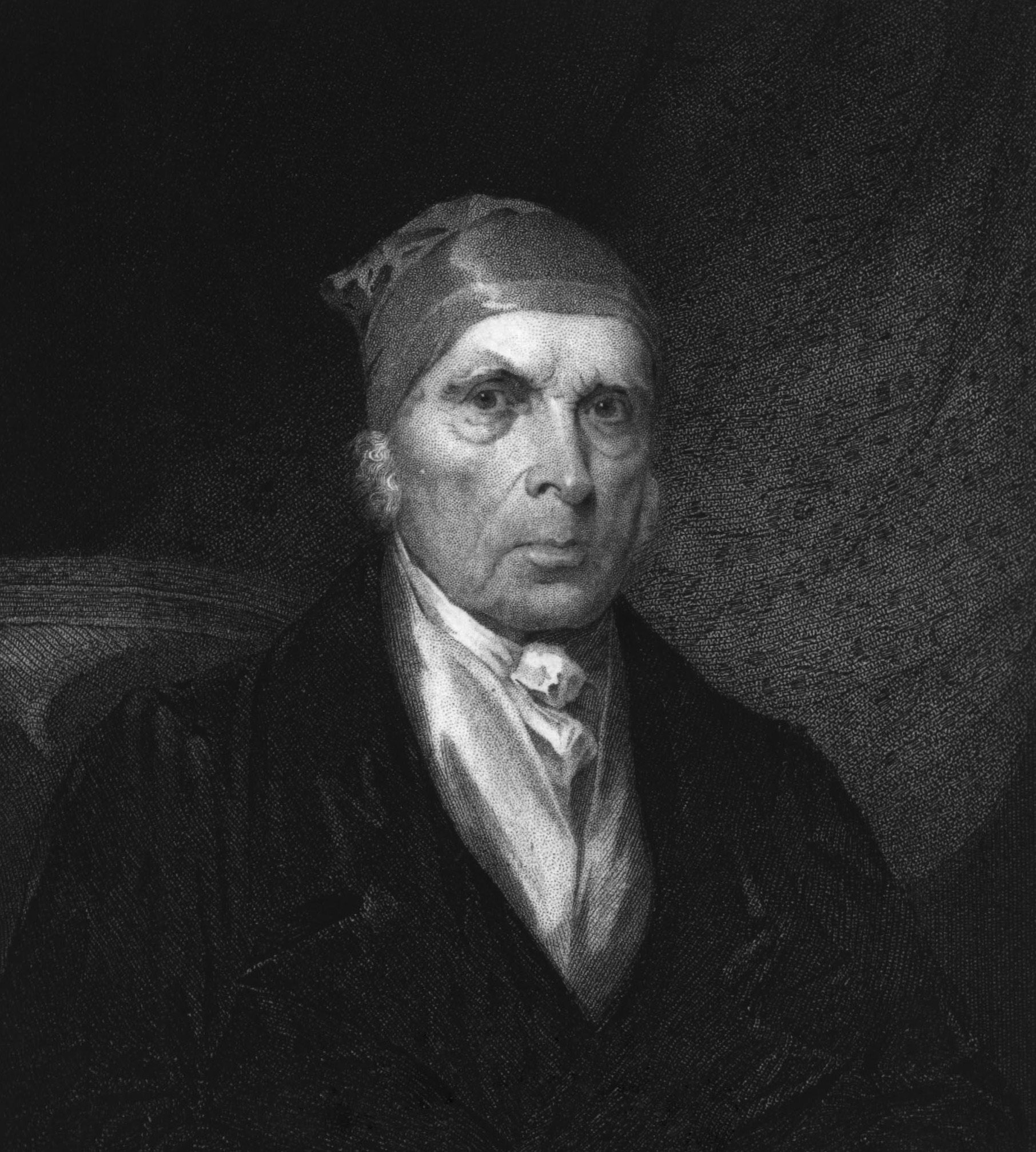
Retrat de Madison després que la seva salut comencés a fallar, 82 anys, c. 1833

### Reputació històrica
Considerat com un dels pares fundadors dels Estats Units, Madison va tenir una àmplia influència en la fundació de la nació i en el primer desenvolupament del govern constitucional i la política exterior estatunidenca. L'historiador JCA Stagg escriu que «d'alguna manera —perquè va estar al costat guanyador de tots els problemes importants que va enfrontar la jove nació des de 1776 fins a 1816— Madison va ser el més reeixit i possiblement el més influent de tots els pares fundadors». Encara que va ajudar a fundar un partit polític important i va ser el quart president, el seu llegat s'ha definit en gran part per les seves contribucions a la Constitució; fins i tot en la seva pròpia vida va ser aclamat com el «Pare de la Constitució». El professor de dret Noah Feldman escriu que Madison «va inventar i teoritzar l'ideal modern d'una constitució federal ampliada que combina l'autogovern local amb un ordre nacional general». Feldman afegeix que el «model de govern constitucional que protegeix la llibertat» de Madison és «la idea estatunidenca més influent en la història política global». Diversos rànquings d'historiadors i científics polítics tendeixen a classificar Madison com un president superior a la mitjana amb una investigació de 2018 de la secció de Presidents i Política Executiva de l’Associació Americana de Ciència Política que classifica Madison com el dotzè millor president.
Uns quants historiadors han criticat el mandat de Madison com a president. El 1968, Henry Steele Commager i Richard B. Morris van dir que la visió convencional de Madison era d'un «president incapaç» que «va gestionar malament una guerra innecessària». Una investigació d'historiadors de 2006 va classificar el fracàs de Madison per prevenir la Guerra de 1812 com el sisè pitjor error comès per un president en exercici. Pel que fa a la coherència i adaptabilitat de Madison en l'elaboració de polítiques durant els seus molts anys d'activitat política, l'historiador Gordon S. Wood diu que Lance Banning, com en el seu Sacred Fire of Liberty (1995), és «l'únic estudiós actual que sosté que Madison no va canviar les seves opinions a la dècada de 1790».
Durant i després de la Guerra de 1812, Madison va donar suport a diverses de les polítiques a les quals es va oposar a la dècada de 1790, incloent el banc nacional, una marina forta i els impostos directes. Wood assenyala que molts historiadors lluiten per entendre Madison, però Wood el mira en els termes dels propis temps de Madison: com un nacionalista però amb una concepció del nacionalisme diferent de la dels federals. Gary Rosen utilitza altres enfocaments per suggerir la coherència de Madison. L'historiador Garry Wills va escriure: «L'afirmació de Madison sobre la nostra admiració no es basa en una coherència perfecta, com tampoc no es basa en la seva presidència. Té altres virtuts... Com a redactor i defensor de la Constitució no en va haver altre... Cap home podria fer-ho tot pel país, ni tan sols Washington. Madison va fer més que la majoria i va fer algunes coses millor que cap. Amb això n'hi havia prou».

### Cultura popular
Madison, interpretat per Burgess Meredith, és un protagonista clau de la pel·lícula de Hollywood de 1946 La primera dama, que se centra en un relat de ficció de la vida romàntica de Dolley Madison. Madison també apareix al popular musical Hamilton, interpretat per Joshua Henry en la versió original de Vassar de 2013 i després revisat per Okieriete Onaodowan per a l'obertura de Broadway de 2015. Al musical de Broadway, Madison, juntament amb Jefferson i Burr, s'enfronta a Hamilton sobre el seu afer del cor en l’afer Reynolds entonant la lletra de rap de la cançó "We Know". Onaodowan va guanyar un premi Grammy per la seva interpretació de Madison.

### Memorials
Montpelier, la plantació de la família Madison, ha estat designada Monument Històric Nacional. L’edifici commemoratiu James Madison forma part de la Biblioteca del Congrés dels Estats Units i serveix com a monument oficial a Madison. El 1986, el Congrés va crear la James Madison Memorial Fellowship Foundation com a part de la celebració del bicentenari de la Constitució. Altres monuments commemoratius són Madison, Wisconsin i el comtat de Madison, Alabama que van rebre el nom de Madison, igual que Madison Square Garden, James Madison University i USS James Madison. El 2021, el districte escolar metropolità de Madison va canviar el nom de James Madison Memorial High School després de l'oposició de la comunitat a commemorar algú que utilitzava mà d'obra esclava.

## Homenatges
El seu retrat apareix en bitllets antics de 5.000. El seu nom va ser atribuït al Madison Square de Nova York, el lloc original de la sala polivalent d'esdeveniments esportius Madison Square Garden fins a 1925, i a l'Avinguda Madison (anglès: Madison Avenue) des de 1836. La ciutat de Madison a Wisconsin també porta el seu nom.